# 弗努耶德

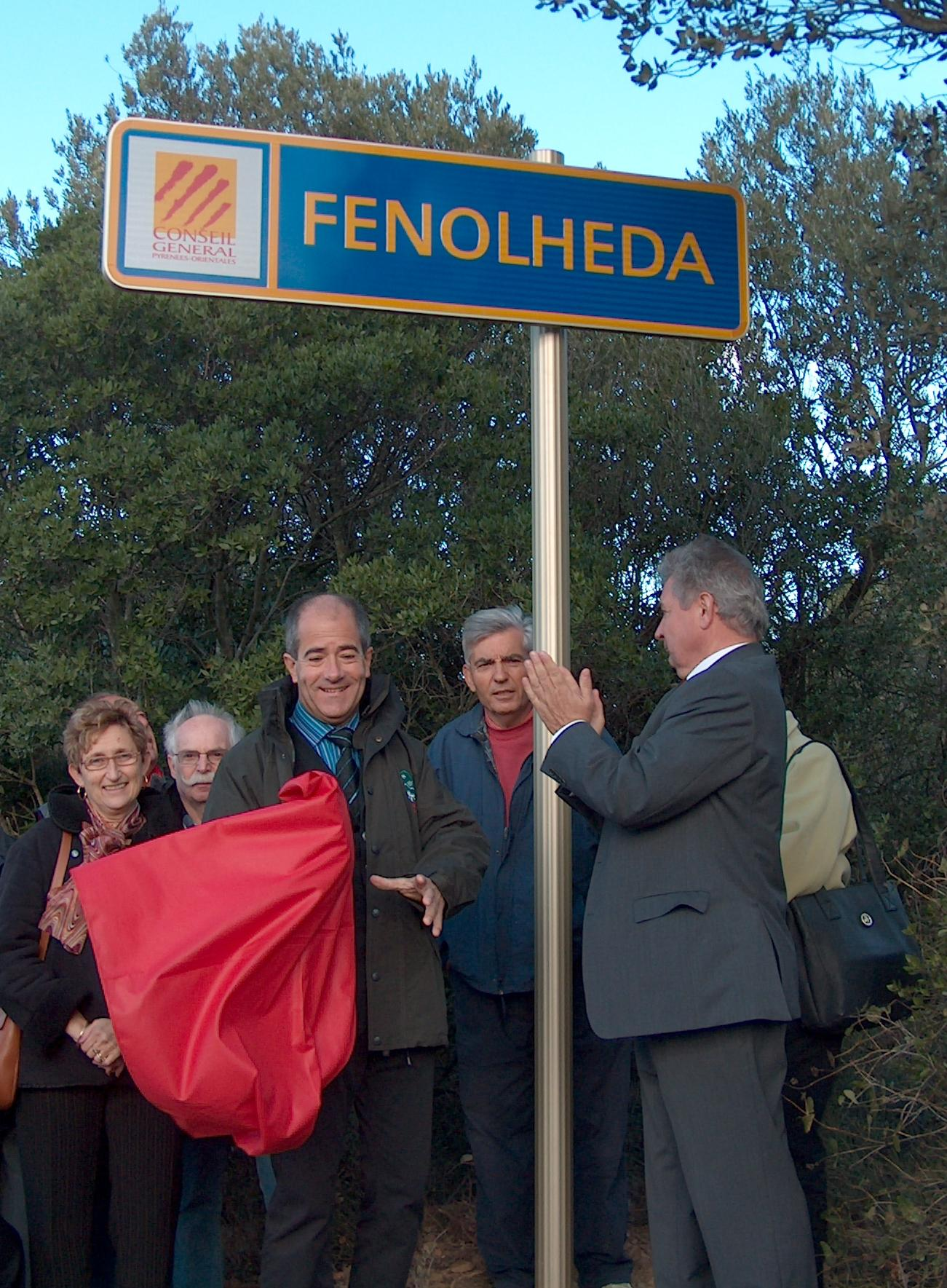
东比利牛斯省议会主席克里斯蒂安·布尔坎为写有“弗努耶德”奥克语名的标牌揭牌，2007年

弗努耶德（法語：Fenouillèdes，發音：[fənujɛd] ⓘ）是法国奧克西塔尼大區东比利牛斯省（大部分）与奥德省（小部分）的一个传统地区，也是东比利牛斯省的一个传统奥克语区，主要城镇为圣保罗德弗努耶。